# Gabriele Rossi (attore)
Gabriele Rossi (Alatri, 13 marzo 1988) è un attore e ballerino italiano.

## Biografia
Nato nel 1988 ad Alatri, da piccolo si trasferisce con la famiglia a Frascati. Si laurea presso la facoltà universitaria di Lettere e Filosofia di Tor Vergata a Roma in Storia Scienze e Tecniche dello Spettacolo, indirizzo cinematografico. Dall'età di sette anni muove i primi passi nel mondo della danza. All'età di 15 anni vince una borsa di studio con il maestro Mauro Astolfi; successivamente vince il concorso "Danza Sì", che lo porta a New York nella scuola di Merce Cunningham e presso l'Alvin Ailey dove amplia il suo bagaglio artistico, quindi si perfeziona presso la scuola del Teatro dell'Opera di Roma sotto la direzione di Paola Jorio.
Nel 2007 vince il primo premio come solista nel concorso internazionale Rieti Dance Festival e nel 2009 si aggiudica il primo posto anche come coreografo nello stesso concorso. Ha studiato anche nel Balletto di Toscana di Cristina Bozzolini a Firenze. Nel 2007 lavora come danzatore insieme agli etoile dell'Opera di Roma Mario Marozzi e Laura Comi in Trilogia Verdiana: Traviata, Rigoletto e Trovatore. Dal 2008 intraprende la carriera di attore: dopo aver debuttato nella parte del figlio di Margherita Buy nella miniserie televisiva Amiche mie, in onda su Canale 5, è coprotagonista nel ruolo di Fortunato Di Venanzio nella miniserie L'onore e il rispetto - Parte seconda del 2009, anno in cui debutta sul grande schermo con il film Meno male che ci sei, per la regia di Luis Prieto.
Nel 2010 appare su Rai 1 interpretando il ruolo di Raoul Sacchetti nella serie televisiva Tutti pazzi per amore 2, regia di Riccardo Milani e Laura Muscardin. Nello stesso anno inizia a girare la serie L'isola, regia di Alberto Negrin, seguita dalla miniserie Un passo dal cielo, regia di Enrico Oldoini. Nel 2011 lavora alla terza stagione della fortunata serie Tutti pazzi per amore 3 per la regia di Laura Muscardin. Nello stesso anno lavora anche alla terza serie de L'onore e il rispetto 3.
Nel 2012 è nella seconda stagione della serie tv Un passo dal cielo 2 accanto a Terence Hill. Nello stesso anno va in onda la fiction televisiva trasmessa da Rai 1 L'isola per la regia di Alberto Negrin. Dal 6 aprile 2013 è fra i concorrenti dello show Altrimenti ci arrabbiamo condotto da Milly Carlucci e prende parte alle riprese di Don Matteo 9 per la regia di Yann Michelini. Nel 2014 lavora al documentario 25 aprile. Lettere di condannati a morte della Resistenza Italiana, insieme a Riccardo Scamarcio, Luca Argentero, Claudio Amendola ed Edoardo Leo.
Nel 2015 debutta come protagonista sul grande schermo con Ballad in Blood di Ruggero Deodato. Nel 2016 partecipa come concorrente alla prima edizione italiana del reality show Grande Fratello VIP, in onda su Canale 5 e condotto da Ilary Blasi, arrivando in finale e classificandosi al secondo posto con il 48% dei voti. Nel 2017 interpreta il ruolo di Alberto Casagrande nella seconda stagione di Solo per amore, con Antonia Liskova e Kaspar Capparoni e nello stesso anno è protagonista di un episodio della fiction Non uccidere 2.
Nel 2021 interpreta Mario Pistoni nella serie Carla per Rai 1 Nel 2022 torna nelle sale cinematografiche interpretando il ruolo di Pablo Martinez in Assassin Club di Camille Delamarre. Nel gennaio 2022 inizia la nuova carriera di Produttore cinematografico con il cortometraggio Briciole interpretato da Vanessa Scalera per la regia di Rebecca Marie Margot prodotto da Elele srl di cui è fondatore. Impegnato attualmente con Bamboo Production come produttore delegato.

## Vita privata
Ha intrattenuto una relazione sentimentale con il collega Gabriel Garko, come confermato da quest'ultimo a Verissimo prima del suo coming out. I due sono stati fidanzati per 5 mesi nel 2007, quando Rossi aveva 19 anni, e poi per alcuni anni dal 2017. Attualmente ha una relazione con Lorenzo Licitra, cantante vincitore di X Factor 2017.
Ha fatto coming out nell'ottobre 2020 con un'intervista alla trasmissione Live - Non è la d'Urso.

## Filmografia

### Attore

#### Cinema
- Meno male che ci sei, regia di Luis Prieto (2009)
- L'amante Sjogren, regia di Maurizio Rigatti – cortometraggio (2013)
- 25 aprile - Lettere di condannati a morte della Resistenza italiana, regia di Pasquale Pozzessere – documentario (2014)
- Ballad in Blood, regia di Ruggero Deodato (2016)
- Tears in Heaven, regia di Nicola Barnaba – cortometraggio (2017)
- Assassin club di Camille Delamarre 2022, Paramount, ruolo Pablo Martinez.
- Carla, regia di Emanuele Imbucci (2021)
- Assassin Club, regia di Camille Delamarre (2023)

#### Televisione
- Amiche mie – serie TV, episodio 1x01 (2008)
- L'onore e il rispetto – serie TV (2009-2012)
- Tutti pazzi per amore – serie TV, 52 episodi (2010-2012)
- Un passo dal cielo – serie TV, 44 episodi (2011-2015)
- L'isola – serie TV (2012)
- Don Matteo – serie TV, episodio 9x20 (2014)
- Donne – miniserie TV, episodio 1x03 (2016)
- Solo per amore – serie TV (2017)
- Non uccidere, regia di Claudio Noce – serie TV, episodio 2x12 (2017)
- Carla – film tv (2022)
- Un posto al sole – soap opera (2022)

#### Produttore
Briciole - cortometraggio, regia di Rebecca Marie Margot (2022) 

#### Web
- Youtuber$ - The Series, regia di Daniele Barbiero (2012)
- FIORCOLORE – la favola del bambino arcobaleno, regia di Maurizio Rigatti (2017)

#### Spot pubblicitari
- Mulino Bianco, regia di A. Panin (2009)
- Ford, campagna per il web (2015)
- D'Amico, regia Ferzan Ozpetek (2017)

#### Videoclip musicali
- Dopo cena di Valeria Farinacci (2017)

## Programmi televisivi
- Altrimenti ci arrabbiamo (Rai 1, 2013) - concorrente 2º classificato
- Grande Fratello VIP (Canale 5, 2016) - concorrente 2º classificato